# Nam June Paik

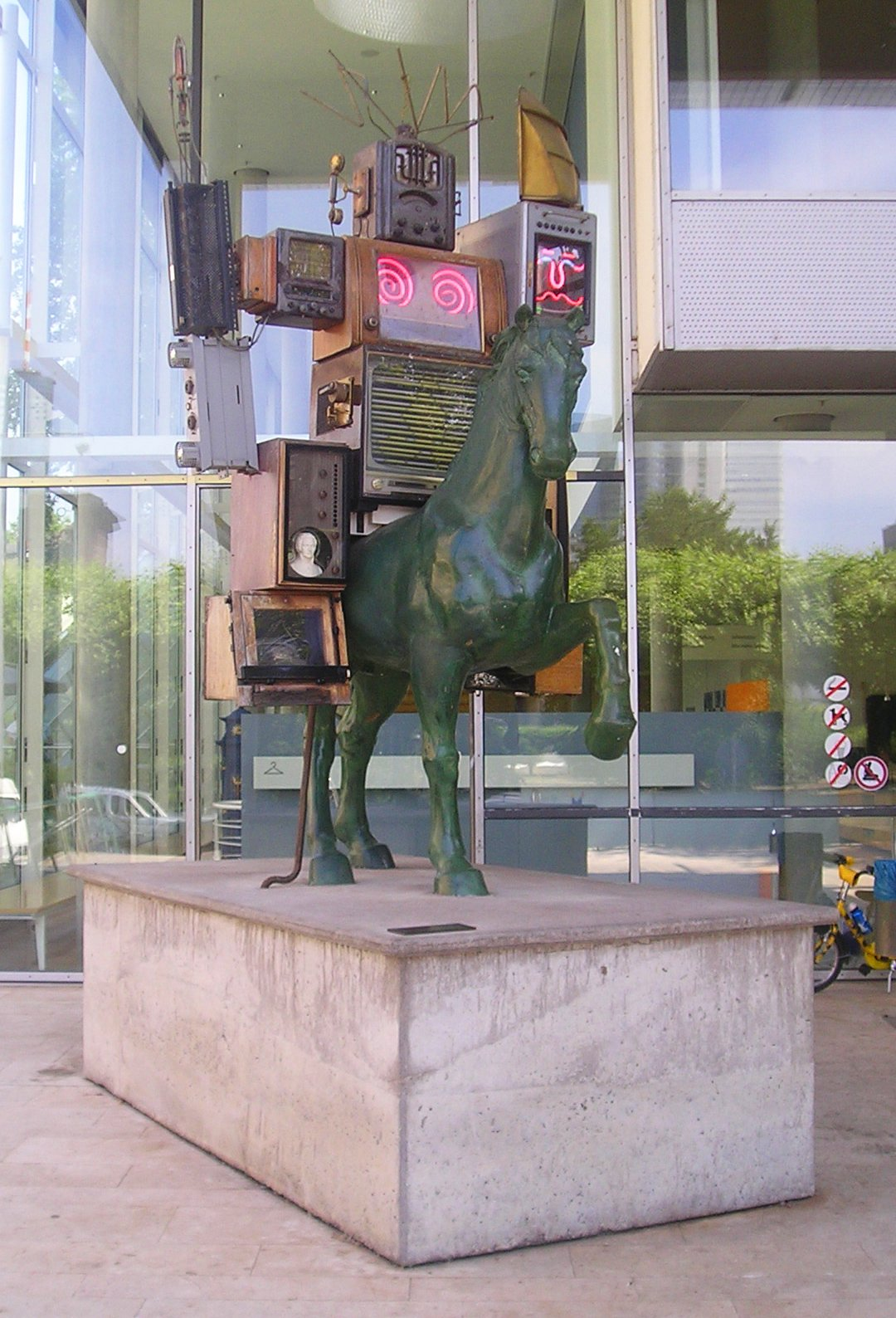
Jedno z jeho děl, umístěné před vchodem do Muzea pro komunikaci (Frankfurt nad Mohanem)

Nam June Paik (20. července 1932 Soul – 29. ledna 2006 Miami) byl americký umělec jihokorejského původu, jedna z hlavních osob hnutí Fluxus a průkopník videoartu. Jeho díla byla ovlivněna hlavně televizí ve všech podobách. Charakterizuje to jeho výrok „Televize nemá, neměla a nikdy nebude mít něco společného s myšlením“.

## Osobní život
V roce 1964 se přestěhoval do New Yorku. V roce 1977 se oženil s tvůrkyní videoartu Shigeko Kubotovou.
Paik byl celý život buddhistou. Nikdy nekouřil, nepil alkohol a nikdy neřídil auto. V roce 1996 ho postihla mrtvice, která mu způsobila paralýzu levé části těla. Kvůli tomu posledních deset let života používal kolečkové křeslo, ačkoli s pomocí dokázal i chodit. Zemřel 29, ledna 2006 v Miami na Floridě, kvůli komplikacím způsobených mrtvicí. Přežila jej jeho žena, bratr Ken Paik a synovec Ken Paik Hakuta, vynálezce, známá osobnost korejské televize a manažer Paikova studia v New Yorku.
Jeden z jeho vnuků je Jinu, rapper, zpěvák, textař a člen hiphopové skupiny Jinusean.